# بيم دويسبورغ
بيم دويسبورغ (بالهولندية: Pim Doesburg) ، من مواليد 28 أكتوبر 1943، لاعب كرة قدم هولندي سابق.
لعب مع منتخب هولندا لكرة القدم.

## مسيرته الكروية
لعب بيم دويسبورغ خلال مسيرته الاحترافية مع ناديين في خمسة وعشرون موسمًا ولم يسجل خلالها أي هدف ضمن 687 مباراة. حيث فاز في موسم واحد بالكأس وفي موسمين بالدوري.
خاض بيم دويسبورغ مسيرته مع نادي سبارتا روتردام في موسم 1962–63 في المرة الأولى ليلعب معه خمسة مواسم ثم في موسم 1970–71 ليلعب معه عشرة مواسم، مشاركًا طوالها في 471 مباراة ولم يسجل أي هدف. ثم انتقل إلى نادي آيندهوفن في موسم 1967–68 في المرة الأولى واستمر معه طيلة ثلاثة مواسم ثم في موسم 1980–81 ليلعب معه سبعة مواسم، حيث شارك طوالها في 216 مباراة ولم يسجل أي هدف أيضًا.

## روابط خارجية
- بيم دويسبورغ على موقع الاتحاد الدولي (مؤرشف)  (الإنجليزية)
- بيم دويسبورغ على موقع قاعدة بيانات كرة القدم.إي يو (الإنجليزية)
- بيم دويسبورغ على موقع ناشيونال فوتبول تيمز (الإنجليزية)
- بيم دويسبورغ على موقع عالم كرة القدم.نت (الإنجليزية)